# Betlem
Betlem je malá vesnice, část obce Samšina v okrese Jičín. Nachází se asi 1 km na východ od Samšiny. Betlem leží v katastrálním území Drštěkryje o výměře 2,55 km2.

## Historie
První písemná zmínka o vesnici pochází z roku 1835.
V letech 1850–1950 byla vesnice součástí obce Drštěkryje a od roku 1961 se stala součástí obce Samšina.